# Nicola IV di Alessandria
Papa Nicola IV (XIV secolo – 1417), è stato papa e patriarca greco-ortodosso di Alessandria e di tutta l'Africa tra il 1412 e il 1417.